# 한국정보과학회
한국정보과학회(Korean Institute of Information Scientists and Engineers)는 전산학에 관한 기술을 발전, 보급시키고 회원상호간의 친목을 도모하기 위하여 1973년 3월 3일에 설립된 비영리 공익 법인으로, 컴퓨터학 분야에서 가장 역사가 깊고, 최대의 회원을 보유한 학술단체이다.
2008년 10월 현재 22,000여 명의 개인회원과 380여 개의 단체회원이 등록되어 있으며, 산하 조직으로 4개 지부 및 17개 전문 분과회가 있고, 연간 50여 회의 학술대회 개최, 70여 회의 학술 문헌을 발간하며 국내 컴퓨터학 발전을 선도하고 있다. 특히, 한국정보과학회에서 7월에 개최하는 한국컴퓨터종합학술대회(Korea Computer Congress)와 10월에 개최하는 추계학술발표회에는 각각 500여 편의 최신 논문 등이 발표되는 컴퓨터학계의 최대 학술 행사이며, 정기간행물로 발간되는 "정보과학회논문지"는 국내 컴퓨터학 논문지 중에서 최고의 수준으로 인정되고 있으며, "정보과학회지"는 학부생이나 컴퓨터 관련 자격증 준비생들에게 매우 유용한 자료로 인정되고 있다.
또한 공학교육인증(ABEEK)의 컴퓨터공학 분야 주관 학회이며, 국제적으로 한국정보과학회는 대한민국의 컴퓨터학 대표 단체로서, 국가별 하나의 대표 단체만을 회원으로 하는 국제정보처리연합회(IFIP)의 정회원이며, 유네스코가 주관하는 국제정보올림피아드(IOI)의 국내 주관 단체이다.

## 분과
- 데이터베이스 소사이어티
- 정보통신 소사이어티
- 소프트웨어공학 소사이어티
- 전산교육시스템 연구회
- 전문대학전산교육 연구회
- 인공지능 연구회
- 프로그래밍언어 연구회
- 컴퓨터시스템 연구회
- 고성능컴퓨팅 연구회
- 컴퓨터이론 연구회
- 언어공학 연구회
- 인간과 컴퓨터 상호작용 연구회
- 컴퓨터비젼 및 패턴인식 연구회
- 컴퓨터그래픽스 연구회
- 정보보호 연구회
- 바이오정보기술 연구회
- 커뮤니티컴퓨팅 연구회

## 간행물
- 정보과학회논문지:시스템 및 이론
- 정보과학회논문지:소프트웨어 및 응용
- 정보과학회논문지:컴퓨팅의 실제 및 레터
- 정보과학회논문지:데이터베이스
- 정보과학회논문지:정보통신
- Journal of Computing Science  and Engineering
- 정보과학회지